# Groasis Waterboxx

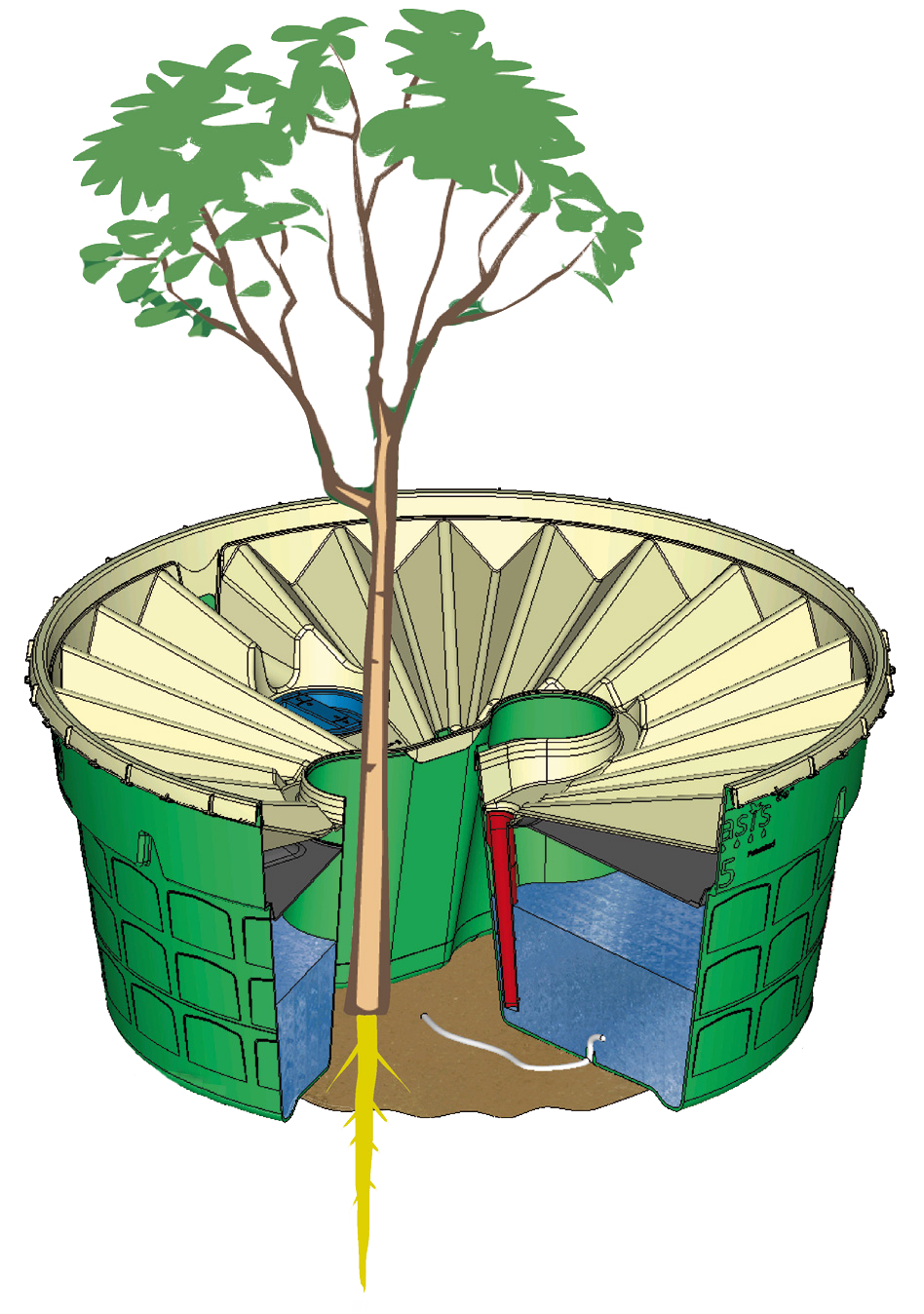
Gepatenteerde Waterboxx plant cocoon van Groasis

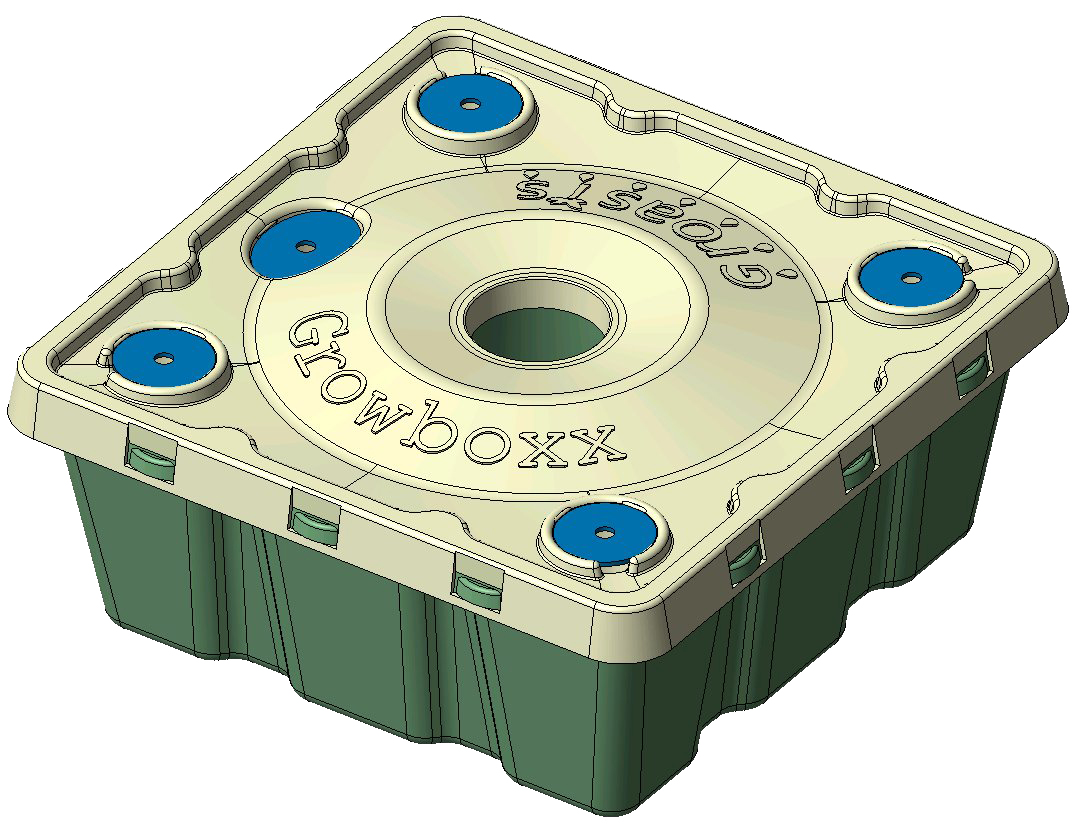
Gepatenteerde Growboxx plant cocoon van Groasis

Groasis Waterboxx is een instrument dat ontwikkeld is om bomen te laten groeien in droge, verwoestijnende gebieden en rotsen. De box is een uitvinding van de Nederlandse voormalig leliekweker Pieter Hoff (1953-2021) en won in 2010 de Popular Science Green Tech Best of What's New Innovation of the Year Award.
De gepatenteerde Waterboxx bestaat uit een bakje van 5 liter water met daarin een uitsparing voor het planten van de zaailing in de droge bodem. Op de bodem van de Waterboxx zit een uitsparing met een vochtgeleidend touwtje welke bij het planten naast de wortels van de zaailing wordt aangebracht. Dankzij deze kunstmatige maar beperkte vochtvoorziening groeien de wortels in tegenstelling tot beregening of druppelirrigatie naar de diepere ondergrond waardoor de jonge aanplant droge periodes kan overleven.

## Projecten
In 2016 kreeg het de opdracht een 180 kilometer lange rij van bomen aan te leggen om de Mexicaanse stad Mexicali. Het klimaat is daar heel ongunstig voor nieuwe bomen, in de zomer kan de temperatuur oplopen tot 50°C en alle neerslag valt geconcentreerd in een maand. Het was de grootste opdracht tot nu toe voor Groasis, dat zaken heeft gedaan in 31 landen.

## Prijzen
In 2016 kreeg Groasis het predicaat Nationaal Icoon van de Nederlandse overheid voor de uitvinding van de Growboxx, een biologisch afbreekbare variant.      
Groasis werd in september 2018 uitgeroepen als winnaar van de 13e editie van de MKB Innovatie Top 100, georganiseerd door de gezamenlijke Kamers van Koophandel. Het mag zich een jaar lang het meest innovatieve midden- en kleinbedrijf van Nederland noemen.

## Overig
In oktober 2024 werd een documentaire gepresenteerd: Green musketeer over Pieter Hoff, en hoe hij zijn Waterboxx en Growboxx ontwikkelde.